# Juan Carlos Marí Grimalt
Juan Carlos Marí Grimalt (Dénia, 1978) és un realitzador valencià de dibuixos animats.
Doctor en Belles arts per la Universitat Miguel Hernández d'Elx, és professor de l'Àrea de dibuix de la nova Facultat de Belles arts de Terol de la Universitat de Saragossa, on imparteix classes d'animació, disseny gràfic i audiovisuals en la carrera de Belles arts.
El 2004 guanya el Premi Goya en la categoria de “Millor curtmetratge d'animació” pel curt Regaré con lágrimas tus pétalos. Aquest curtmetratge rodat en cinema i amb un pressupost de 60.000 Euros va ser subvencionat per la televisió autonòmica valenciana TVV Canal 9, El Ministeri de Cultura ICAA, i la Generalitat Valenciana.
A més d'haver estat seleccionat en 35 festivals d'arreu del món, ha obtingut diversos premis internacionals.
Als 14 anys realitza el seu primer curtmetratge de dibuixos animats, Los animales del bosque, i va quedar seleccionat en diversos festivals. Autor, director, productor, animador i actor de doblatge de 7 curtmetratges i 1 sèrie curta, ah obtingut 12 premis internacionals i 39 seleccions. Membre de l'Acadèmia de les Arts i les Ciències Cinematogràfiques d'Espanya.
Des de 2008 al 2011 ha treballat com a professor associat a la Universitat d'Alacant. Impartint classes en la carrera de Publicitat i Relacions Públiques. En 2011 gana una plaça de Professor Ajudant Doctor i es trasllada a la Facultat de Belles arts de Terol de la Universitat de Saragossa, fent classes de disseny, animació i cinema. Recentment ha signat un contracte amb la productora Level 13 Film Roman.Inc, productora d'Els Simpson, cedint els drets en exclusiva de la seva sèrie de fillers “Backwards”. A més també treballa per a l'ajuntament de Dénia en el disseny i maquetació de revistes mensuals.

## Curtmetratges professionals
- Historia de un gato, una rosa y una gota de agua
- Regaré con lágrimas tus pétalos (2003)
- El violinista de la Torre Eiffel
- La torre (2006)